# ساموئل رومئو
ساموئل رومئو (انگلیسی: Samuele Romeo؛ زادهٔ ۶ مارس ۱۹۸۹) بازیکن فوتبال اهل ایتالیا است.
از باشگاه‌هایی که در آن بازی کرده‌است می‌توان به باشگاه فوتبال سورنتو کالچو، باشگاه فوتبال آلساندریا، باشگاه فوتبال آ. ث. لومتزانه، باشگاه فوتبال امپولی، باشگاه فوتبال یووه استابیا، و باشگاه فوتبال پالرمو اشاره کرد.
وی همچنین در تیم ملی فوتبال Italy U-18 بازی کرده‌است.